# バハン地区
バハン地区またはバハン県（バハンちく/けん、英語: Badhan District、ソマリ語: Degmada Badhan）は、ソマリアのサナーグ州のソマリアの地区（県）である。また、ソマリアから事実上独立しているソマリランドの地区である。中心地はバハン。人口は5.5万人（2005年推定）。県とも訳されるが、ソマリア内戦の影響で行政機能を喪失しているためここでは「地区」に表記を統一する。
バハン地区がソマリアの行政区画だったかは資料によって異なる。例えば、2000年にジブチで開催されたソマリアの和平会議の資料および国際連合開発計画（UNDP）が2005年に作成した人口統計ではバハン地区の名前がある。一方、国際連合人道問題調整事務所（OCHA）が2012年に作成したソマリアの行政区画地図ではバハン地区は存在せず、バハン一帯はラス・コレー地区の一部と扱われている。ラス・コレー地区とバハン地区の名前が併記された例（FSNAU、2005年）もあるが、内戦前の行政区画については不明な点が多いため実在したかは定かではない。
1991年にソマリランドが独立を宣言すると、その領土は旧イギリス領ソマリランド全域にわたるとも宣言され、サナーグ州も全域がソマリランドであるとされた。2002年、ソマリランドはバハン地区を設置した。地区の等級はB級で、これは4段階中上から2番目にあたる。なおソマリランドではラス・コレー地区が別個に存在するが、こちらの等級は一つ下のC級となっている。
バハン地区にはソマリランド軍とプントランド軍が互いに進出を繰り返しているが、2017年にプントランドの高官がバハンを訪問してからは、プントランド大統領がバハン議会を解散するなど、おおむねプントランドの影響下にある。